# Nueva Vodolaja
Nueva Vodolaja (en ucraniano: Нова Водолага, romanizado: Nova Volodaha; en ruso: Новая Водолага, romanizado: Novaya Vodolaga) es un pueblo ucraniano perteneciente al óblast de Járkov. Situado en el noreste del país, forma parte del raión de Járkov y del municipio (hromada) homónimo.

## Toponimia
El nombre proviene de la lengua turca “adalaga”, que significa “dueño del agua limpia” y se remonta a un asentamiento que fue mencionado por primera vez en documentos en 1572.

## Geografía
Nueva Vodolaja se encuentra a orillas del río Oljovatka, 53 km al suroeste de Járkov. 

## Historia
El año de fundación oficial del actual Nueva Vodolaja es 1675, cuando se construyó aquí una fortaleza. El pueblo fue una aldea en el uyezd de Valki de la gobernación de Járkov del Imperio ruso.
En 1923 el pueblo se convirtió en el centro administrativo del recién creado raión homónimo. Desde diciembre de 1931 se publicó un periódico local y en 1938 se le otorgó el estatus de asentamiento de tipo urbano.
Durante la Segunda Guerra Mundial, Nueva Vodolaja estuvo bajo ocupación alemana de octubre 1941 a septiembre de 1943.
Hasta el 18 de julio de 2020, Nueva Vodolaja fue el centro del raión de Nueva Vodolaja. El raión fue abolido en julio de 2020 como parte de la reforma administrativa de Ucrania, que redujo el número de raiones del óblast de Járkov a siete. El área del raión de Nueva Vodolaja se dividió entre los raiones de Járkov y Krasnogrado, y Birki fue transferido al primero.En 2023, Nueva Vodolaja perdió el estatus de asentamiento de tipo urbano en la legislación ucraniana debido a la eliminación de este estatus administrativo.

## Demografía
La evolución de la población de Nueva Vodolaja entre 1886 y 2022 fue la siguiente:
| 6767                                                          | 8360 | 12 387 | 13 430 | 12 215 | 13 979 | 14 979 | 13 618 | 13 583 | 11 447 | 11 203 | 10 881 | 10 455 |
| (Fuente: Cities & Towns of Ukraine y UKRAINE: Größere Städte) |      |        |        |        |        |        |        |        |        |        |        |        |

## Infraestructura

### Transporte
Nueva Vodolaja se encuentra en la autopista M29, que conecta Járkov y Dnipró, y al norte del pueblo, la autopista M18 se bifurca al este hacia Járkov. La estación de trenes de Vodolaja está en la línea que conecta Járkov (vía Merefa) y Dnipró (vía Krasnogrado).

## Galería

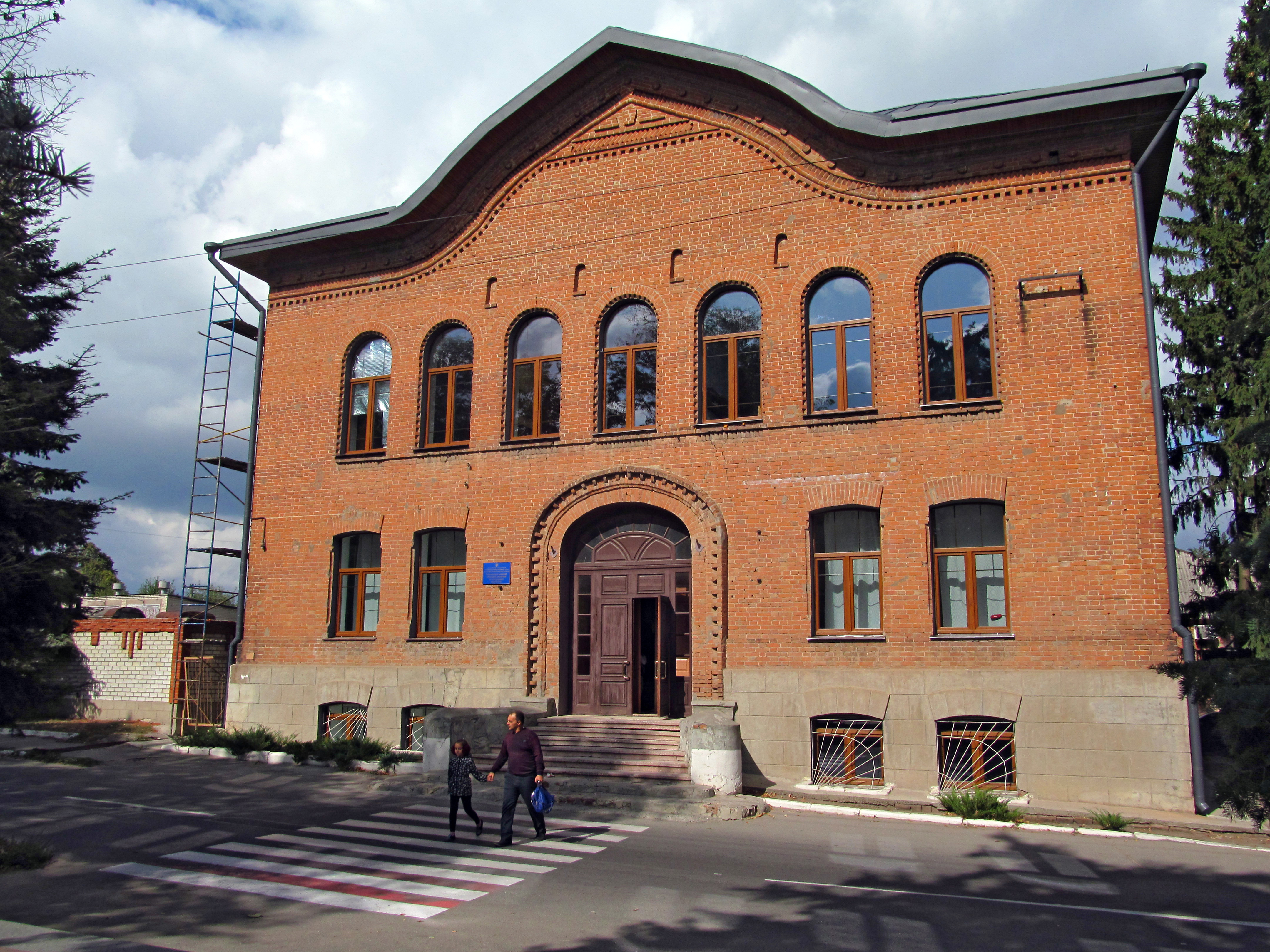
Casa de la Creatividad Infantil y Juvenil
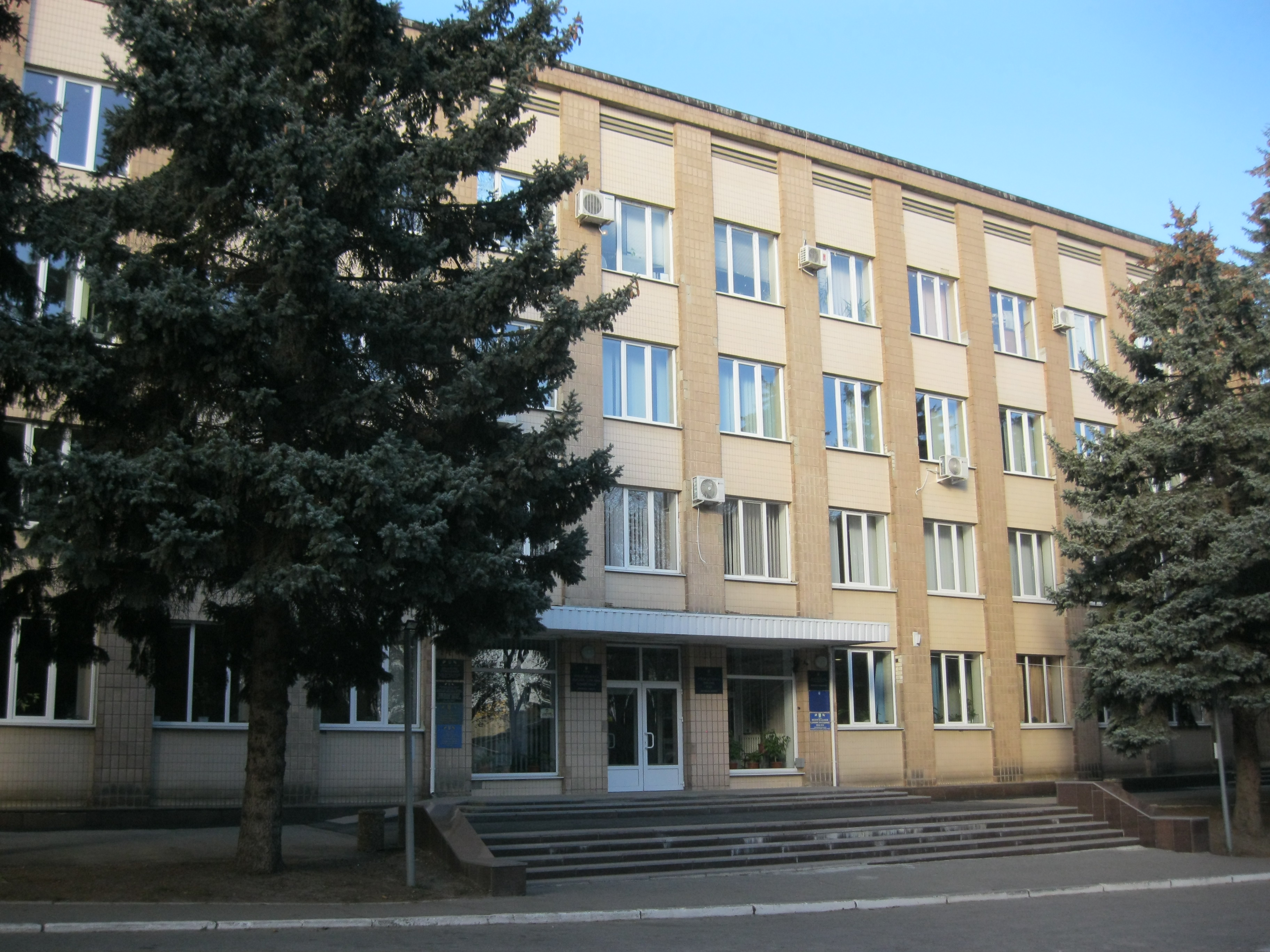
Antiguo centro administrativo del raión de Nueva Vodolaja
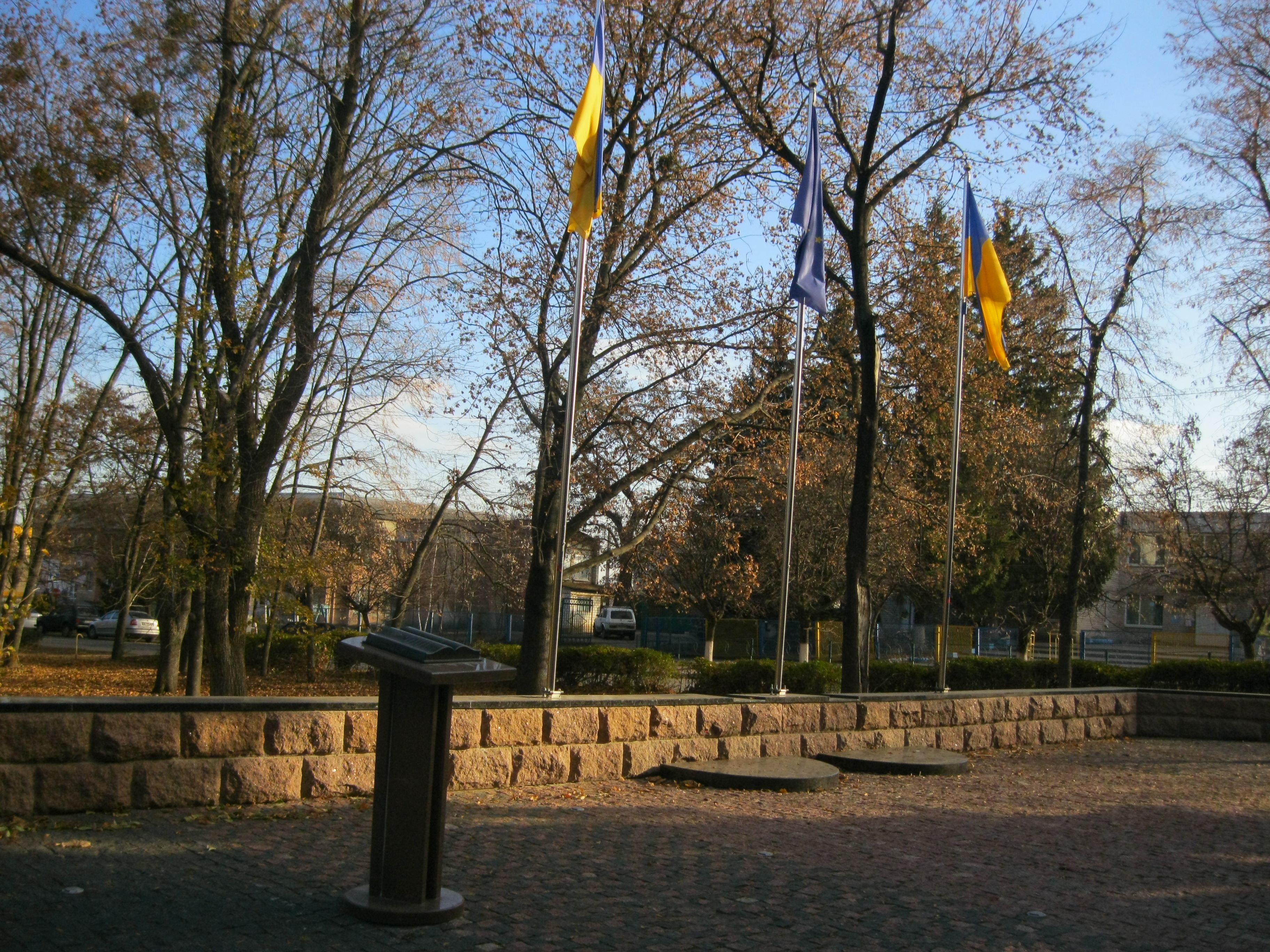
Parque del Jubileo
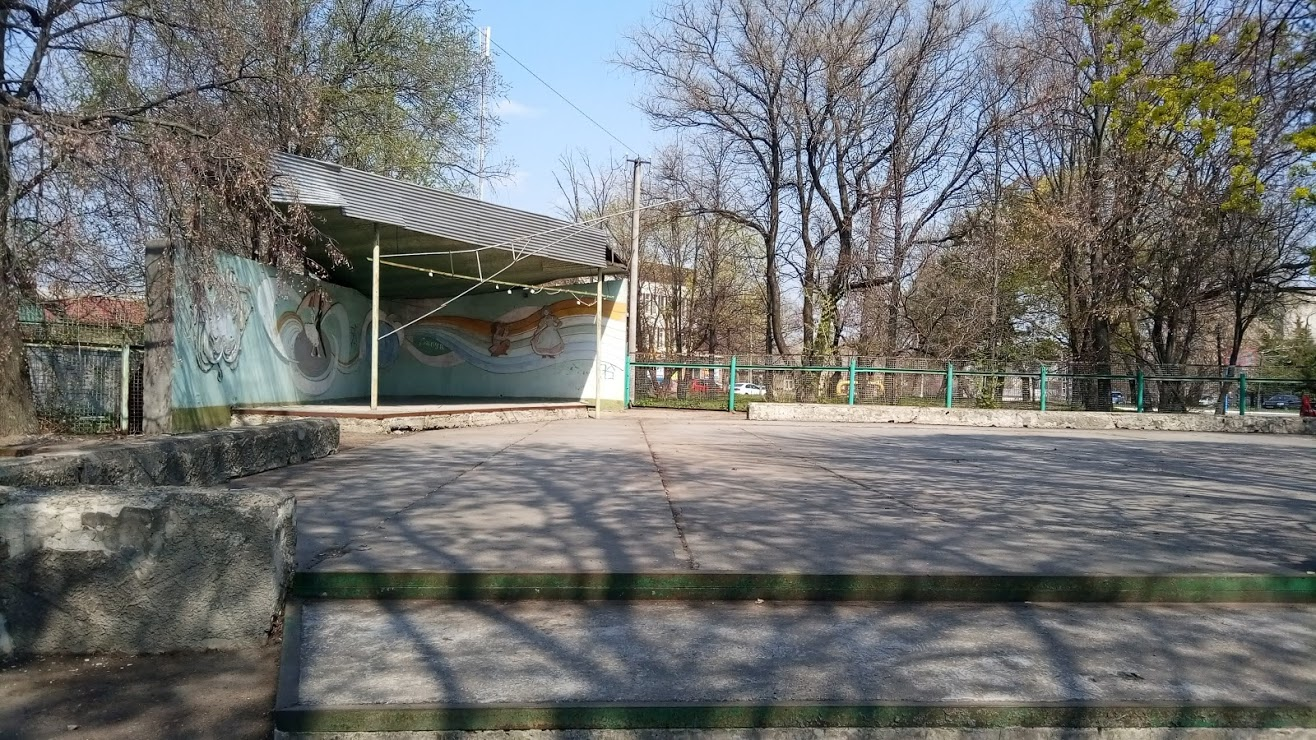
Escenario público